# Aek Tapa
Aek Tapa is een bestuurslaag in het regentschap Labuhan Batu Utara van de provincie Noord-Sumatra, Indonesië. Aek Tapa telt 2737 inwoners (volkstelling 2010).